# Worth (Missouri)
Worth és una població dels Estats Units a l'estat de Missouri. Segons el cens del 2000 tenia 94 habitants.

## Demografia
Segons el cens del 2000, Worth tenia 94 habitants, 39 habitatges, i 26 famílies. La densitat de població era de 145,2 habitants per km².
Dels 39 habitatges en un 33,3% hi vivien nens de menys de 18 anys, en un 53,8% hi vivien parelles casades, en un 10,3% dones solteres, i en un 33,3% no eren unitats familiars. En el 23,1% dels habitatges hi vivien persones soles el 17,9% de les quals corresponia a persones de 65 anys o més que vivien soles. El nombre mitjà de persones vivint en cada habitatge era de 2,41 i el nombre mitjà de persones que vivien en cada família era de 2,88.
Per edats la població es repartia de la següent manera: un 22,3% tenia menys de 18 anys, un 14,9% entre 18 i 24, un 25,5% entre 25 i 44, un 18,1% de 45 a 60 i un 19,1% 65 anys o més.
L'edat mediana era de 36 anys. Per cada 100 dones de 18 o més anys hi havia 121,2 homes.
La renda mediana per habitatge era de 28.750 $ i la renda mediana per família de 30.000 $. Els homes tenien una renda mediana de 22.250 $ mentre que les dones 16.875 $. La renda per capita de la població era d'11.261 $. Entorn del 26,7% de les famílies i el 28,4% de la població estaven per davall del llindar de pobresa.

## Poblacions més properes
El següent diagrama mostra les poblacions més properes.